# Thomas Hikel
Thomas „Tom“ Hikel (* 22. Januar 1973) ist ein ehemaliger deutscher Hallen- und Beachvolleyballspieler.

## Karriere
Tom Hikel begann 1985 im heimischen Eberbach mit dem Hallenvolleyball und wechselte 1989 ins Volleyball-Internat Frankfurt-Hoechst. In dieser Zeit gehörte er auch zur deutschen Jugend- und Juniorennationalmannschaft, mit der er als Kapitän den 6. Platz bei der Junioren-EM sowie den Gewinn der Junioren-WM-Qualifikation erreichte. Im Anschluss wechselte er in die Bundesliga zum Moerser SC, außerdem spielte er noch für den VC Bottrop 90 und bei Bayer Wuppertal, bevor er sich ab 2001 ausschließlich auf seine Beachvolleyballkarriere konzentrierte.
Seit 1994 spielte Thomas Hikel sehr erfolgreich im Beachvolleyball. Von 1995 bis 1998 war Markus Richter sein Partner, mit dem er mehrere DVV-Cups und die niedersächsische Meisterschaft 1998 gewann. Von 1999 bis 2003 spielte Tom Hikel mit Marvin Polte, mit dem er neben zwei Westdeutschen und drei Niedersächsischen Meistertiteln im Jahr 2002 Deutscher Meister wurde. Von 2000 bis 2002 wurde das Team Tom Hikel und Marvin Polte vom Mentaltrainer Bernhard Wagner unterstützt.
Seit 2005 ist Frank Fischer sein Partner, aus gesundheitlichen und familiären Gründen spielen die beiden aber nur noch auf wenigen Turnieren. Beide wurden 2011 gemeinsam Deutscher Beachvolleyball Meister der Senioren Ü35 und verteidigten diesen Titel 2012, 2013 und 2014.
Tom Hikel ist seit 2007 im Besitz der A-Trainerlizenz. Seit 2001 leitet er für den Reiseveranstalter Aldiana Beachvolleyballcamps an unterschiedlichen Standorten im Ausland. In der Zeit von 2006 bis 2008 betreute er außerdem das Beachvolleyball-Nationalteam Reckermann/Urbatzka.

## Privates
Tom Hikel ist Diplom-Kaufmann und lebt in Duisburg. Er ist verheiratet und hat zwei Kinder.